# Еліда (історична область)

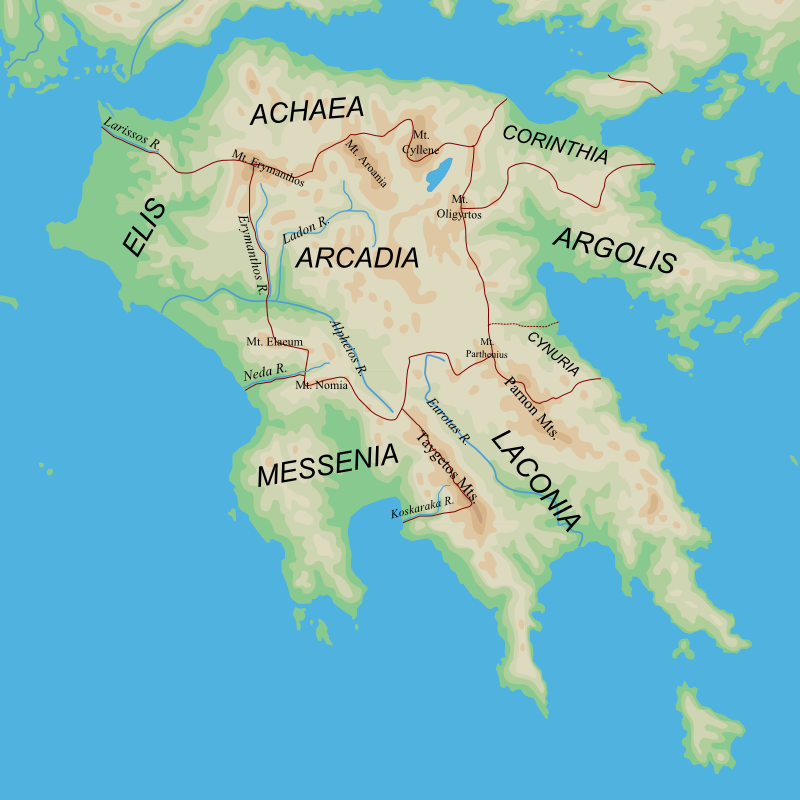
Еліс на заході Пелопонесу

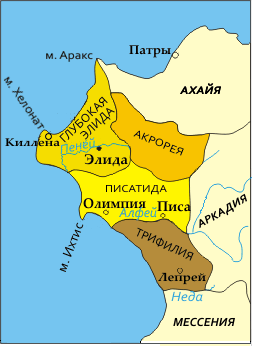
Еліда

Еліда (грец. Ηλεία), або Еліс (дав.-гр. Ἦλις, лат. Elis) — історична область в Греції, на північному заході Пелопоннесу. Займає територію сучасного ному Ілія. В архаїчний і класичний період область була під контролем поліса Еліди. На території Еліди в античну епоху розміщувалося загальногрецьке святилище Олімпія, де проходили Олімпійські ігри.

## Назва
- Еліда, або Іліда (грец. Ήλιδα, Ilida) — візантійська і новогрецька назва.
- Еліс (атт. грец. Ἦλις, Ēlis, /ɛ̂ːlis/; лат. Elis) — назва на аттичнному діалекті.
- Валіс (дор. грец. Ϝᾶλις, /wâːlis/) — назва на дорійському діалекті.

## Географія
У македонський і римський періоди Еліда обіймала північно-західну частину Пелопоннесу, межувала на півдні з Мессенією по річці Неді, на сході з Аркадією по річці Ерімантос, на півночі з Ахаєю по річці Ларісу і Скіллідському хребту, на заході з Іонічним морем. Область розпадалася, в силу природних умов, на чотири частини або долини: глибоку Еліду (еоліч. Валіда — долина) — рівнину вздовж середньої течії Пенея, найродючішу частину загалом родючої області; Акрорею — північно-східну гірську смугу при витоках Пенея і Ладона; Пісатиду — середню частину області, між Пенеєм і Алфеєм ; Трифілію — низьку південну прибережну частину, між Алфеєм і Недою.
В межах області пролягали гірські хребти, що служили продовженням Аркадійської височини. На півночі тягнувся Сколлідський хребет, відріг Аркадійського Еріманта; на південний схід від Сколлідського хребта, на кордоні з Аркадією — Фолоя; в Трифілії — Мінфа; поблизу Олімпії височів Кроній, на кордоні з Аркадією — Лапіф. З річок були відомі Ларіс, Селлеєнт, Пеней з притокою Ладоном, Алфей з притоками Левканієм, Кладеєм, Гарпіннатом, Еніпеєм, Селінунтом і Діагон, Анігр і Неда.
Жителі Еліди займалися землеробством, чому сприяла велика кількість родючих долин; в гірській Акрореї, багатій луками і дубовими лісами, процвітало скотарство; Пісатіда була покрита розкішними виноградниками. Берегова смуга Еліди, через алювіальні наноси, не мала хороших гаваней і була всіяна широкими лагунами, в яких водилося багато риби; звичним явищем тут були різні хвороби з гарячкою.

## Історія

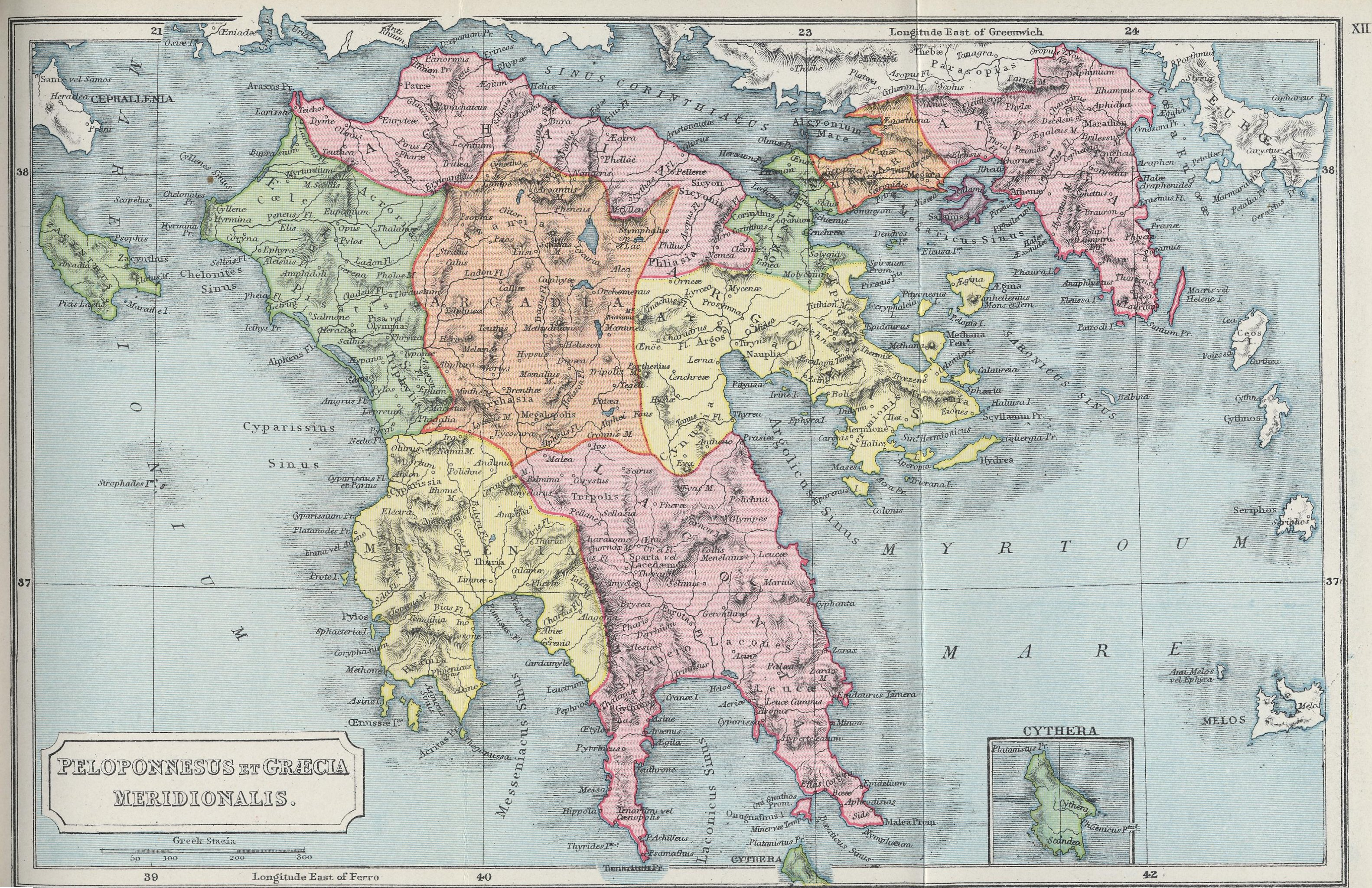
Пелопоннес у давнину

Традиційна історія вважає споконвічними жителями країни кавконів і епейців. Згодом, при переселенні грецьких племен на Пелопоннес, Еліду зайняли етоляни, які були панівним класом у країні. Спершу незначна за площею, Еліда в VI столітті до н. е. збільшилася приєднанням Пісатиди, потім Акрореї і північної Тріфілії, після чого елейці відняли у пісатидів завідування Олімпійським святом. Олімпійська святиня довго забезпечувала Еліді мирне існування, усуваючи можливість ведення воєн, і була джерелом матеріального і політичного процвітання країни. Від кінця V століття до н. е. послідовно афіняни, лакедемоняни, аркадійці і македонці стали робити замахи на свободу і недоторканність Еліди.
Елідці воліли жити селищами; мирний характер країни рятував їх від необхідності будувати укріплені міста, яких тому в Еліді було небагато. Головним містом області була Еліда на Пенеї, що виникла в 471 році до н. е. Тут бл. 271 р. до н. е. відомий тиран Арістонім. З інших міст виділялись Бупрасій, Елейський Пілос, Піса, Олімпія (на правому березі Алфея, поблизу Піси, власне не місто, а священна ділянка Зевса, забудована храмами і безліччю належних до них будівель), Летрини, Скіллунт, Тріфілійський Пілос, Лепрей. Порпри високий престиж області, що містила в своєму центрі всееллінську святиню, про елейців йшла погана слава, внаслідок схильності до пияцтва, брехні і педерастії та повної невідповідності ідеалу войовничого і міцного населення.

## Уродженці
- Кореб Елідський — переможець перших Олімпійських ігор у 776 році до н. е.
- Каллон (496—456 до н. е.) — скульптор.
- Гіппій Елідський (470-ті роки до н. е. — після 399 року до н. е.) — філософ-софіст.
- Піррон — давньогрецький філософ, засновник скептицизму.
- Андреас Каркавіцас[ru] (1865—1922) — видатний грецький письменник кінця XIX — початку XX століть.

## Міста
- Піргос
- Захаро[ru]